# 곽영욱
곽영욱(충청남도 금산군, 1940년 ~ )은 대한민국의 기업인이다.

## 학력
- ~ 1959년:전주고등학교
- ~ 1963년:연세대학교 경제학 학사
- ~ 1987년:연세대학교 대학원 경제학 석사
- ~ 1994년:연세대학교 경영전문대학원 경영학 석사 수료

## 경력
- 1964년: 대한통운 입사
- 1991년 12월 ~ 1993년 5월: 대한통운 상임고문, 대한통운 인천지사 지사장, 대한통운 여수지사 지사장, 대한통운 전주지사 지사장
- 1993년 6월 ~ 1993년 11월: 대한통운 이사
- 1993년 12월 ~ 1998년 11월: 대한통운 상무이사
- 1998년 12월 ~ 1999년 4월: 대한통운 부사장
- 1999년 ~ 2005년: 대한통운 대표이사 사장 법정관리인
- 2000년: 한국관세협회 회장
- 2001년: KE정보기술 대표이사 사장
- 2007년 4월: 한국남동발전 대표이사